# 熱氣球佐賀站
熱氣球佐賀站（日语：／ Barūn-Saga eki */?）是一個位於日本佐賀縣佐賀市嘉瀨町大字荻野，屬於九州旅客鐵道（JR九州）長崎本線的鐵路車站（臨時車站）。此站只在佐賀國際熱氣球節舉辦期間（毎年10月下旬至11月上旬之間1星期）營業。

## 車站構造
通道夾着上行下行側式月台1面1線的地面車站。此段的上行線與下行線軌道距離較大，兩線之間設有月台與站舍（同樣的構造亦可見於飯田線的下地站）。

## 歷史
- 1989年11月18日：開業。
- 2024年10月3日：開始支援SUGOCA付款，並加設對應IC卡出、入閘的讀寫器[3][4][5][6]。由於本站是臨時車站，將會採用流動式出、入閘的讀寫器。
- 2024年10月31日，本年度的佐賀熱氣球節因大雨預報而宣布取消11月1日至4日的所有活動，熱氣球佐賀站也宣布關閉至11月4日[7]，因此該站在2024年的營業時間僅約一天[8][9][10]。

## 相鄰車站
九州旅客鐵道
長崎本線、唐津線（唐津線在佐賀站－久保田站間長崎本線）
鍋島－熱氣球佐賀－久保田

### 統計數據
1. ↑  佐賀縣統計年鑑（平成28年度）第12章　運輸及び通信—12.7 鉄道乗降客数及び

## 外部連結
- JR九州有關2023年度熱氣球佐賀站停車事宜。